# Suiyang, Shangqiu
Suiyang är ett stadsdistrikt i Shangqiu i Henan-provinsen i norra Kina.
1. ↑  http://www.geohive.com/cntry/cn-41.aspx